# Eva Biaudet
Eva Rita Katarina Biaudet (IPA: [ˈbiodeː]), född 27 februari 1961 i Helsingfors, är en finlandssvensk politiker samt riksdagsledamot (SFP) 1991–2006 och 2015–. Hon har tidigare varit minister samt Finlands minoritetsombudsman.

## Politisk karriär
Eva Biaudet avlade studentexamen år 1979 och började studera juridik vid Helsingfors universitet året därpå. Hon slutförde inte sina studier utan begav sig in i politiken. År 1989 valdes hon in i Helsingfors stadsfullmäktige och verkade där fram till år 1996. Hon arbetade som Svenska folkpartiets planeringssekreterare och privattolk i Finlands riksdag innan hon själv blev invald i riksdagen år 1991 från Helsingfors valkrets. Då var hon yngst i den svenska gruppen. Under åren 1990–1994 var hon vice ordförande för Svenska folkpartiet.  
Biaudet var omsorgs- och jämställdhetsminister i Paavo Lipponens andra regering i två olika omgångar, 1999–2000 och 2002–2003. Under Finlands ordförandeskap i EU 1999 blev Biaudet den första ministern i EU:s historia att leda ett ministerrådsmöte på svenska.  
Åren 2007–2010 fungerade Eva Biaudet som särskild representant för bekämpning av människohandel vid OSSE. 
I maj 2010 utsågs Biaudet till minoritetsombudsman. Hon ansågs vara kvalificerad för uppdraget trots att hon inte avlagt högre högskoleexamen, vilket var ett krav för posten. Finlands regering beviljade henne därför dispens.
I riksdagsvalet våren 2019 fick Biaudet flest röster av SFP:s kandidater i Helsingfors, 5 500. I Kommunalvalet i Finland 2021är Biaudet partiets borgmästarkandidat i Helsingfors.
Biaudet är ordförande för Kvinnoorganisationernas centralförbund samt Folkhälsans landskapsförening i Nyland.

## Presidentkandidatur
Den 30 augusti 2011 meddelade Eva Biaudet att hon stod till förfogande som Svenska folkpartiets kandidat i presidentvalet 2012. Hon blev partiets kandidat och fick slutligen 2,7 % av rösterna.

## Utmärkelser

### Utmärkelsetecken
- Kommendörstecknet av Finlands Lejons orden,  6 december 2000[7]
- Riddare av Hederslegionen,  2008[8]
- Krigsinvalidernas förtjänstkors[9]

[Redigera Wikidata]

### Övriga
- Fredrika Runeberg-stipendiet 2006
- Finlands yrkeskvinnors förbunds utmärkelse Årets kvinna 2009[10]
- TIP Report Hero Acting to End Modern Slavery, awards by the U.S.  Department of State, 2011